# Friedensreich Hundertwasser
Friedensreich Hundertwasser, nato Friedrich Stowasser (Vienna, 15 dicembre 1928 – Oceano Pacifico, 19 febbraio 2000), è stato un pittore, scultore, architetto, ecologista austriaco.
Personalità controversa, anticipò alcuni concetti di bioarchitettura e si definì medico dell'architettura nel suo manifesto del 24 gennaio 1990. A Hundertwasser risale la corrente artistica del transautomatismo.

## Biografia

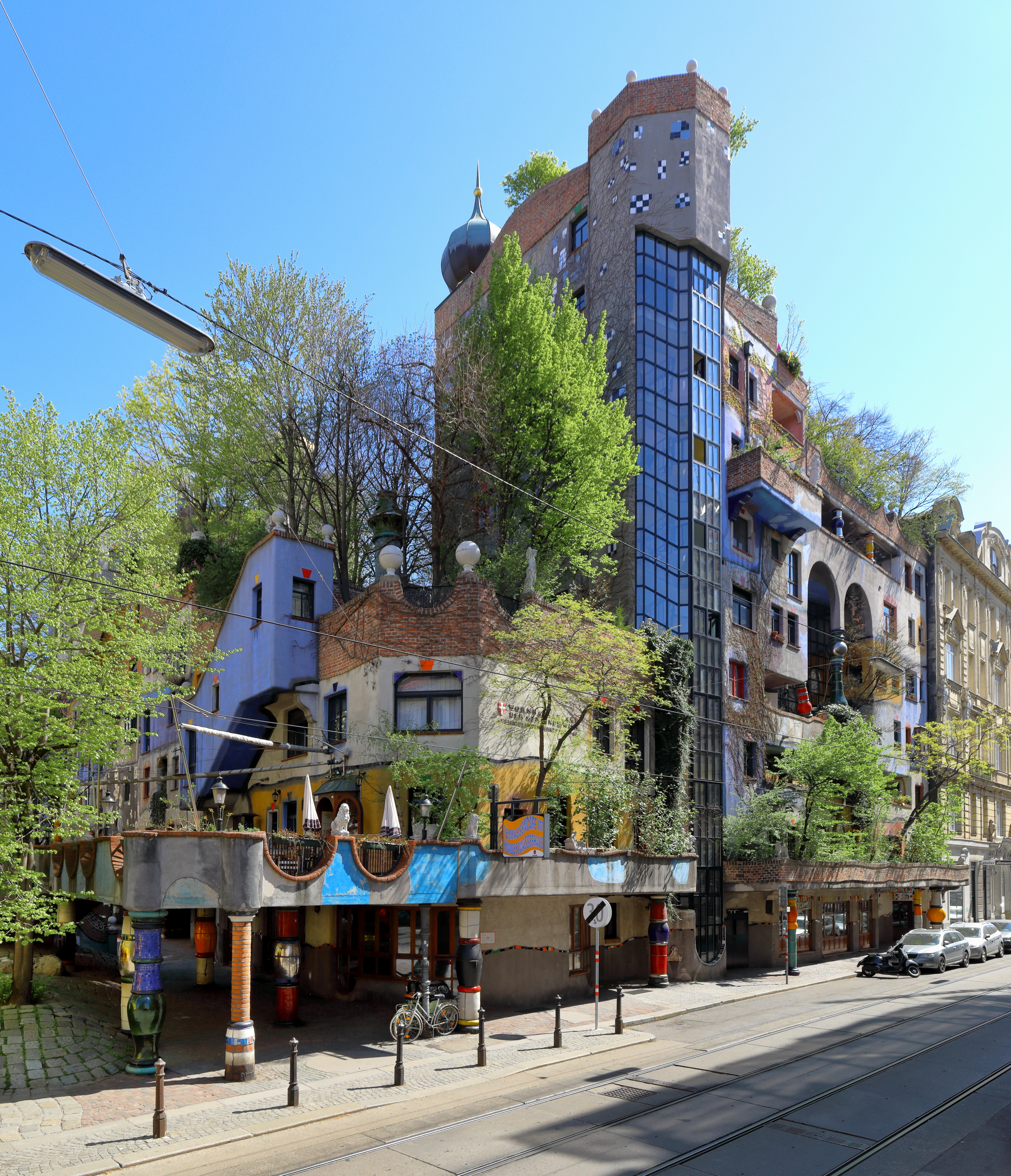
Hundertwasserhaus, Vienna

### Cronologia biografica
- 1948-1949: studi d'arte all'Accademia di Vienna
- 1949: viaggio in Italia
- 1950: soggiorno a Parigi
- 1951: viaggio in Marocco e in Tunisia
- 1961: soggiorno di un anno in Giappone
- dal 1967: le sue stampe sono vendute in grande quantità
- dal 1981: professore all'accademia di Vienna
- 1991: apertura del Museo Hundertwasser a Vienna

### Primi anni
Trascorse l'infanzia con la madre Elsa, di origini ebraiche, data la prematura scomparsa del padre poco dopo il suo primo compleanno. Frequentò per un anno la scuola Montessori di Vienna, dopodiché dovette abbandonarla per gli alti costi e per volontà della madre, che riteneva non fosse quello il genere di insegnamenti adatti per il figlio.
Dopo l'annessione nel 1938 dell'Austria al Terzo Reich, una volta che le leggi razziali giunsero nel suo Paese, dovette frequentare la gioventù hitleriana per evitare le persecuzioni degli ufficiali delle SS.

### Adolescenza
A quindici anni, nel 1943, cominciò a raccogliere ed essiccare fiori e a disegnare dal vero, per lo più scorci della vecchia Vienna e foreste verdeggianti. Le sue opere giovanili non denotano affatto il clima di estrema violenza di quegli anni; i suoi disegni sono sereni, calmi e armoniosi.
Risale al 1946 la scelta della pittura come mezzo di espressione, in seguito ai frequenti lavori presso un contadino di Schwanenstadt che lo portano ad avere un contatto diretto con la bellezza della natura. Terminò il liceo nel 1948 e frequentò la Wiener Akademie der bildenden Künste.
Gli studi accademici lo annoiavano e lo lasciavano indifferente; difatti li abbandonò dopo aver appreso le tecniche di base del disegno figurativo e del nudo. La sua opera non è per nulla influenzata dagli insegnamenti di quegli anni, ma segue un percorso personale e del tutto originale.

### Parigi
Durante il soggiorno nella capitale francese fu ospite di amici, lavorava presso un contadino - che lo pagava in frumento - e conduceva una vita umile e semplice. Dipingeva, frequentava gallerie e manteneva forti i contatti con il mondo artistico, con tanti aspiranti pittori uno dei quali, Gianni Serra, era da lui spinto a dedicarsi al cinema, come regista, "filmando la terra dal cielo", tema di molti suoi dipinti - anche se non era entusiasmato dalle "scuole" d'oltreoceano, come l'Action painting - di cui non condivideva lo "spreco" del colore - o il Razionalismo in architettura, di cui divenne un attivo antagonista.

### Viaggi
I numerosi viaggi, in Italia, Marocco, Tunisia, Giappone, Nuova Zelanda (dove abitò) mostrano una personalità rivolta in tutte le direzioni, pronta ad afferrare anche gli stimoli più lontani e a farne tesoro.

### Morte
Morì per un'insufficienza cardiaca durante un viaggio per nave, nell'Oceano Pacifico, a bordo del transatlantico Queen Elizabeth 2; è sepolto in Nuova Zelanda, suo Paese d'adozione negli ultimi anni.

## Politica
In merito agli orientamenti politici di Hundertwasser si può affermare che, come conseguenza della sua esperienza di perseguitato dal regime nazista (la madre era ebrea), l'artista abbia assunto ben presto una posizione antitotalitaria (espressa anche col rifiuto dello stalinismo). È possibile che sia stato influenzato dalla madre per quanto riguarda la nostalgia imperial-regia diffusa nel periodo fra le due guerre. Il precoce terrore per i battaglioni che marciavano inquadrati può aver determinato la sua avversione per la geometrizzazione dell'uomo e della sua architettura.
Più tardi, quando già era diventato un artista affermato, Friedensreich Hundertwasser si contraddistinse per l'impegno ecologista e da ultimo per la sua opposizione all'unificazione europea e la lotta in difesa delle identità regionali.
Uno degli aspetti poco conosciuti della personalità dell'artista è rappresentato dalla sua professione di fede monarchico-costituzionale.
Ecco alcune citazioni "a favore del ritorno alla monarchia costituzionale":
" L'Austria necessita di un punto di riferimento che poggi sui valori più alti, valori il cui nome non viene nemmeno più pronunciato, quali la Bellezza, la Cultura, la Pace interiore ed esteriore, la Fede, la Ricchezza dei cuori... "
" L'Austria necessita di un imperatore scelto dal popolo. "
" L'Austria ha bisogno di una corona! Viva l'Austria! Viva la monarchia costituzionale! Viva Otto von Habsburg! "

## Manifesti
- 1968 Manifesto per il boicottaggio dell'architettura[1]
- 1972 Il diritto della finestra, il dovere dell'albero
- 1980 Che tutto sia ricoperto di vegetazione
- 1981 L'albero inquilino
- 1990 Il medico dell'architettura

## Opere
Hundertwasser progettò 37 edifici:
- Austria

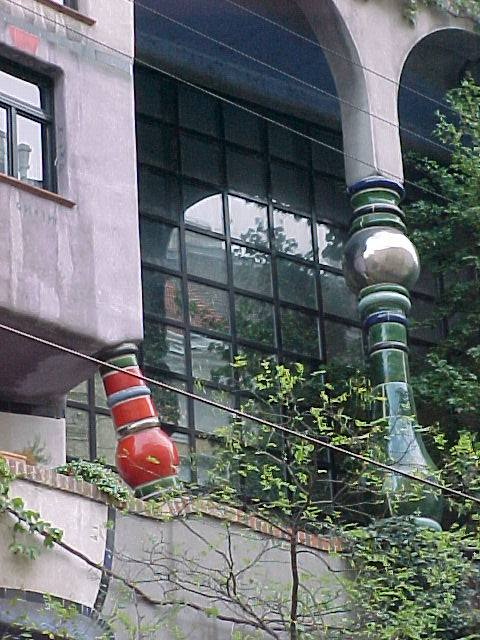
Hundertwasserhaus Vienna, dettaglio

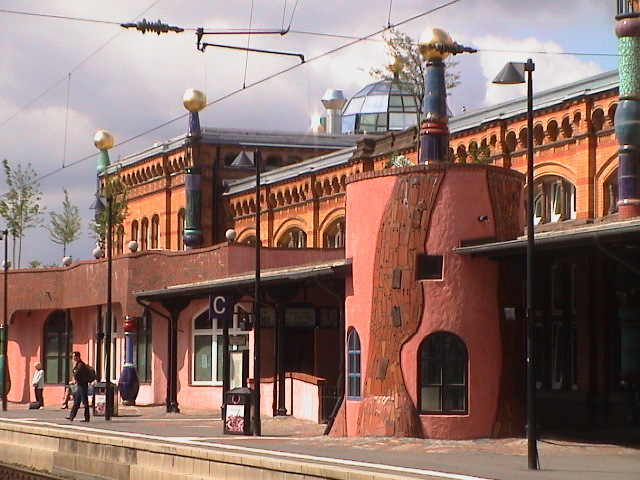
Stazione Hundertwasser Uelzen

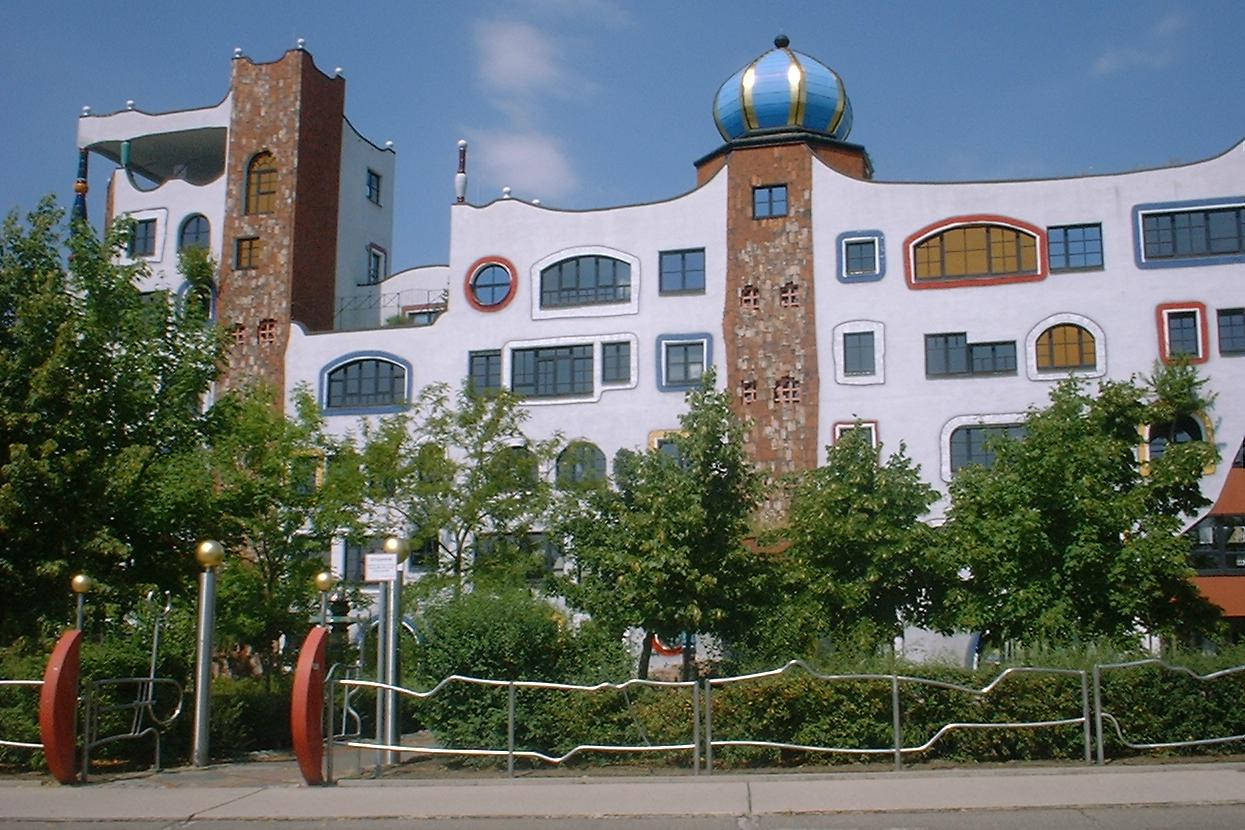
Scuola Hundertwasser Wittenberg

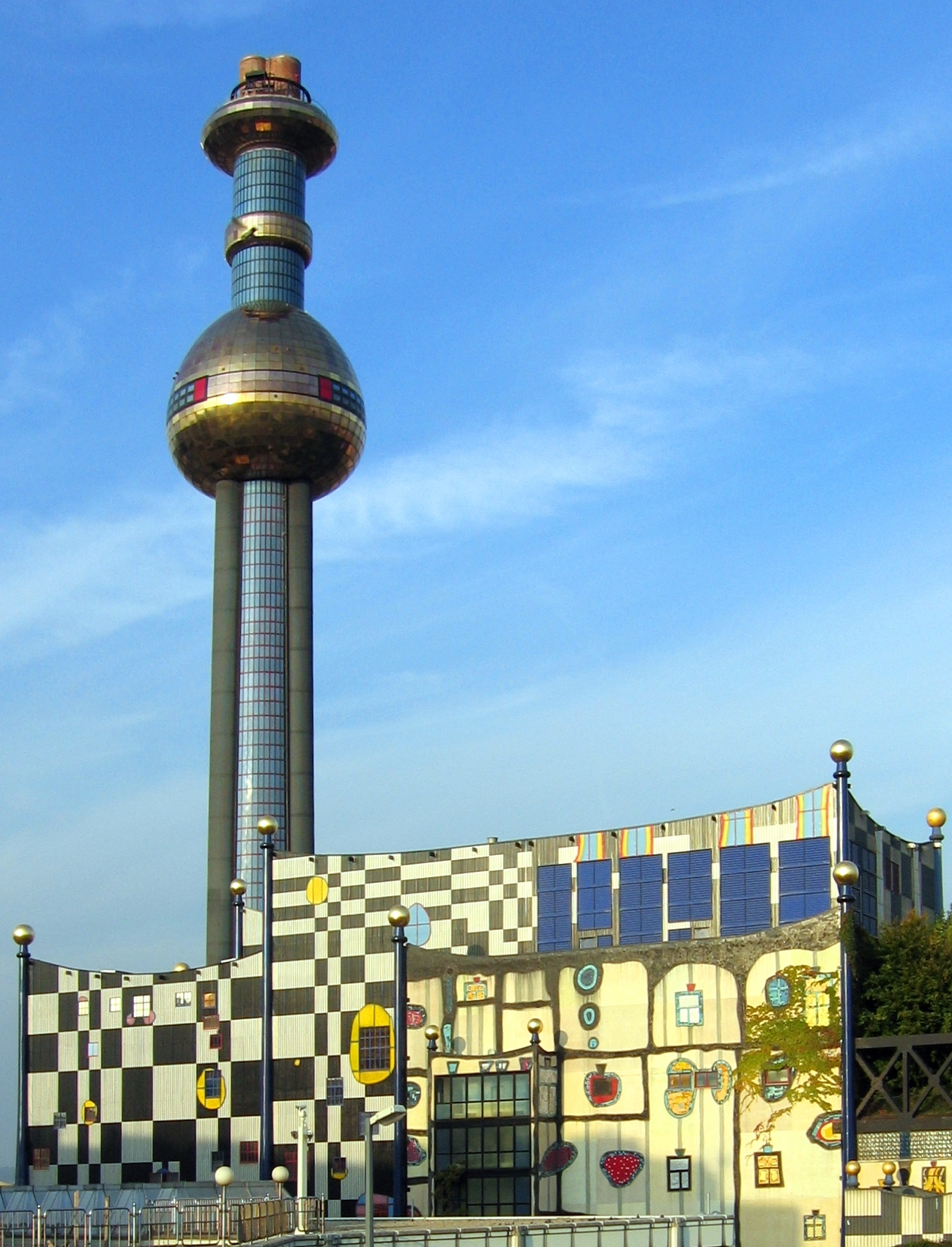
Centrale di teleriscaldamento, Vienna Spittelau

  - Hundertwasserhaus a Vienna, 1983-1986
  - Mierka Silo a Krems, 1982-1983
  - Rupertinum Salisburgo (Zungenbart), 1980-1987
  - Chiesa di Santa Barbara a Bärnbach, 1987-1988
  - Museo civico di Roiten, 1987-1988
  - Fabbrica tessile Rueff a Muntlix, 1988
  - Inceneritore di Spittelau, Vienna, 1988-1997
  - Area di servizio autostradale a Bad Fischau, 1989-1990
  - KunstHausWien, 1989-1991
  - Villaggio presso Hundertwasser-KrawinaHaus Vienna, 1990-1991
  - Fontana a Zwettl, 1992-1994
  - Padiglione presso la "DDSG Blue Danube" Ponton Vienna, 1992-1994
  - Fontana a flusso spiraliforme I a Linz, 1993-1994
  - Reparto oncologia clinica a Graz, 1993-1994
  - Stabilimento termale a Bad Blumau, (vicino a Graz, in Stiria) 1993-1997 con il contributo dell'imprenditore Rogner.
  - Fabbriche a Zwischenwasser (Vlbg)
- Germania
  - Stabilimento Rosenthal a Selb, 1980-1982
  - Centro diurno per bambini Francoforte, 1988-1995
  - Casa ecologica a Hamm, Maximilianpark 1981/1982
  - In den Wiesen Bad Soden am Taunus, 1990-1993
  - Wohnen unterm Regenturm Plochingen am Neckar, 1991-1994
  - Ginnasio Martin Luther a Wittenberg, 1997-1999
  - Waldspirale a Darmstadt, 1998-2000
  - Hundertwasser-Stadtcafe ad Amburgo, 1998-2000
  - Hundertwasser-Umweltbahnhof a Uelzen, 1999-2001
  - Scuola materna Düsseler Tor a Wülfrath, 2001
  - Cittadella verde a Magdeburgo, 2004-2005
  - Ronald McDonald Hundertwasser-Haus della fondazione di aiuto ai bambini di McDonald's a Essen/Grugapark
  - Torre Hundertwasser ad Abensberg

- Giappone

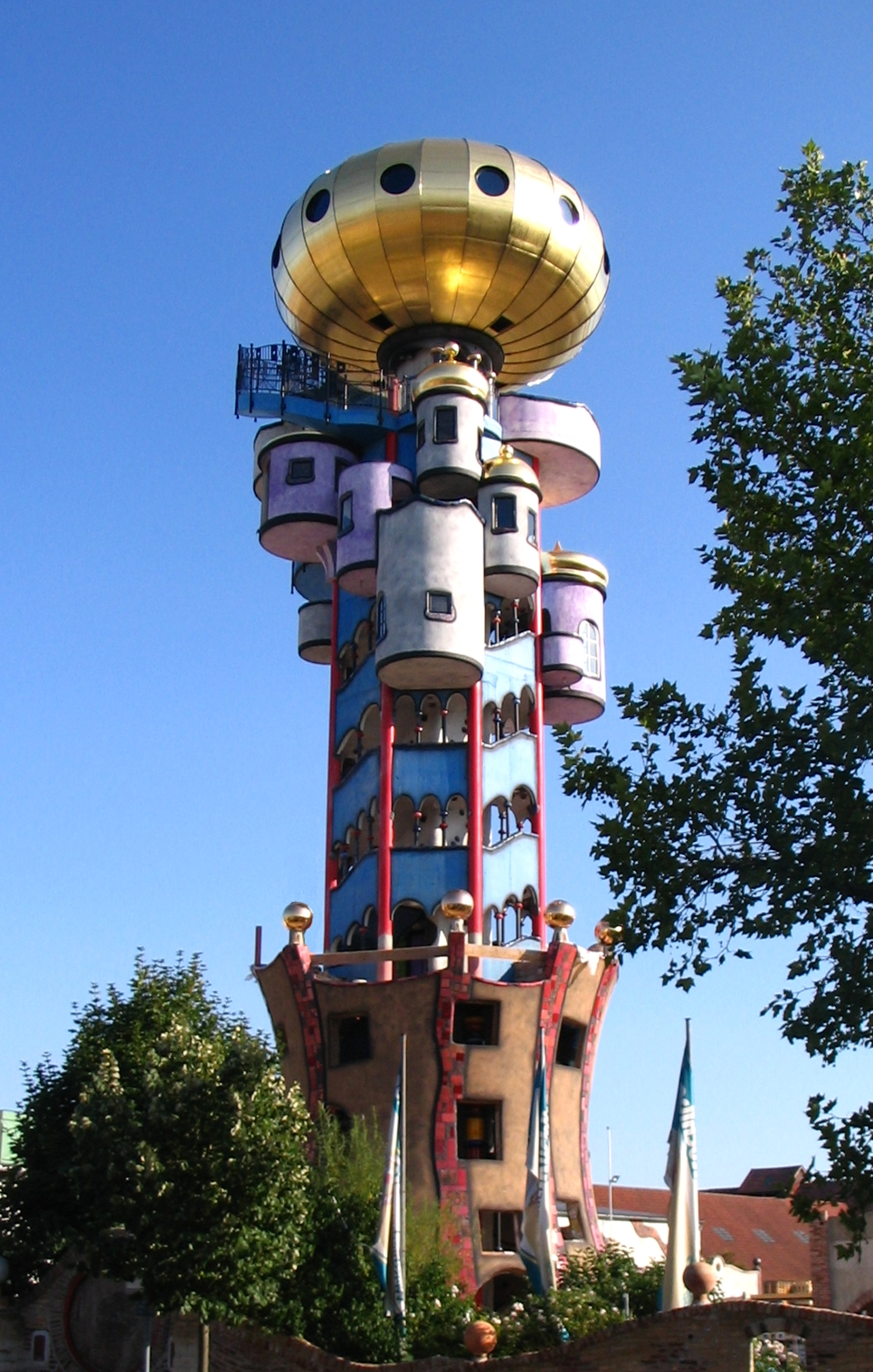
Torre Hundertwasser a Abensberg

  - Countdown 21st Century Monument for TBS Tokyo, 1992
  - Kid's Plaza Ōsaka, 1996-1997
  - Maishima Incineration Plant Ōsaka, 1997-2000
  - Maishima Sludge Center Ōsaka, 2000
- Stati Uniti d'America
  - Quixote Winery Napa Valley, 1992-1999
- Israele
  - Fontana a flusso spiraliforme II Tel Aviv, 1994-1996
- Svizzera
  - Padiglione del mercato Altenrhein, 1998-2001
- Nuova Zelanda
  - Bagni pubblici Kawakawa, 1999

## Galleria d'immagini
- 1959 Kaaba-Penis, la mezza isola, Amburgo Collezione Poppe

## Francobolli
A Hundertwasser appartengono 26 opere, che lo stesso autore descriveva come "bozze di francobolli", per gli enti postali di vari paesi. Tredici di esse vennero realizzate.
- Austria
  - Arte moderna in Austria, 1975
  - Vertice degli stati e dei capi di Stato del Consiglio Europeo (stati membri), Vienna, 1993
- Senegal - Arte su francobolli (3 francobolli), 1979
- Capo Verde - Crociera, 1982 (stampato, non emesso), 1985 (emesso dopo ulteriore stampa)
- ONU - Comitato delle poste (Vienna, Ginevra e New York) - 35º Anniversario della Dichiarazione Universale dei Diritti dell'Uomo, 1983 (6 francobolli)
- Liechtenstein - Omaggio al Liechtenstein, 1993

Sei delle proposte non realizzate sono varianti di francobolli emessi (Austria, Nazioni Unite e Senegal) e pertanto non saranno emesse.
Sette ulteriori proposte sono in attesa del vaglio dei responsabili delle poste di Marocco e Polinesia francese, e non sono stati ancora stampati.
Friedensreich Hundertwasser ha inoltre un suo adattamento per l'emissione di francobolli.
Sulla base di tali adattamenti verranno rilasciati francobolli da parte di:
- Francia - 2 bolli per il Consiglio europeo, 1994
- ONU - Comitato delle poste (Vienna, Ginevra e New York) - Vertice sociale (3 francobolli), 1995
- Lussemburgo - Città europea della cultura (3 francobolli), 1995
- Liechtenstein - EXPO 2000 Hannover (3 francobolli), 2000

Le Poste austriache hanno utilizzato ulteriori motivi di Hundertwasser per l'Edizione europea
del 1987 di Architettura Moderna (Moderne Architektur, Hundertwasserhaus), in occasione della sua morte avvenuta nel 2000 (Dipinto Blue Blues, inserito nella cornice WIPA 2000), e nel 2004 (Parco Nazionale del Danubio (Targa "La natura libera è la nostra libertà")